# Scenopinus bulbapennis
Scenopinus bulbapennis är en tvåvingeart som beskrevs av Kelsey 1969. Scenopinus bulbapennis ingår i släktet Scenopinus och familjen fönsterflugor.
Artens utbredningsområde är Spanien. Inga underarter finns listade i Catalogue of Life.